# Poire de terre
Smallanthus sonchifolius · yacón
Ne doit pas être confondu avec Topinambour, aussi surnommé « poire de terre »
Espèce
Classification phylogénétique
Le yacón (Smallanthus sonchifolius), aussi communément appelé poire de terre, est une espèce de composées originaire d'Amérique du Sud et traditionnellement cultivée pour ses tubercules, consommés comme des fruits, en raison de leur goût sucré.  
L'industrie agroalimentaire comme l'industrie pharmaceutique sont intéressées par les propriétés édulcorantes du yacón, et ses bénéfices pour la santé.

## Appellations
Synonymes : Polymnia edulis Wedd, Polymnia sonchifolia (Poeppig & Endlicher).
Noms vernaculaires : yacón, poire de terre, aricoma, jíquima, 'iquimilla[réf. nécessaire].
À noter que le nom de « poire de terre » est parfois employé pour désigner les tubercules du topinambour, une autre espèce de Composées. Le terme allemand autrichien Grundbirne, qui a notamment donné crompire en wallon liégeois ou krumpir en croate, signifie également « poire de terre », mais désigne en fait la pomme de terre.

## Description
Smallanthus sonchifolius est une espèce de plantes à fleurs de la famille des Astéracées, originaire d'Amérique du Sud, parfois cultivée pour ses tubercules comestibles croquants et au goût sucré. C'est un proche parent du tournesol et du topinambour.
C'est une plante herbacée vivace par ses tubercules sous climat chaud, dont les hampes florales peuvent atteindre deux mètres de haut. Les tiges robustes, à section cannelée, sont de couleur pourprée.

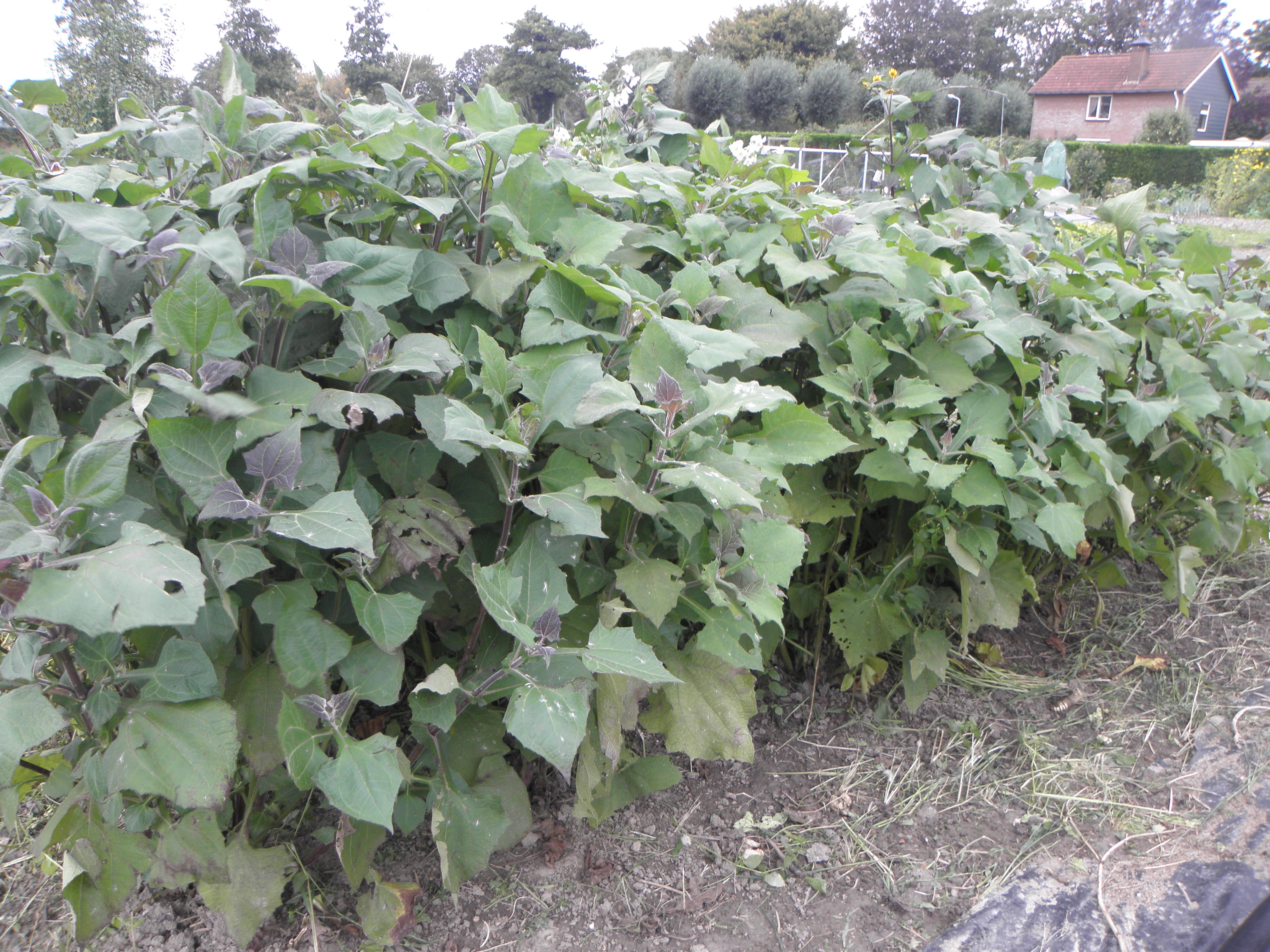

Les feuilles, de forme générale triangulaire, sont découpées, opposées, à pétiole velu, le limbe se prolongeant en partie en aile sur le haut du pétiole.
Les fleurs jaunes sont réunies en capitules nombreux.

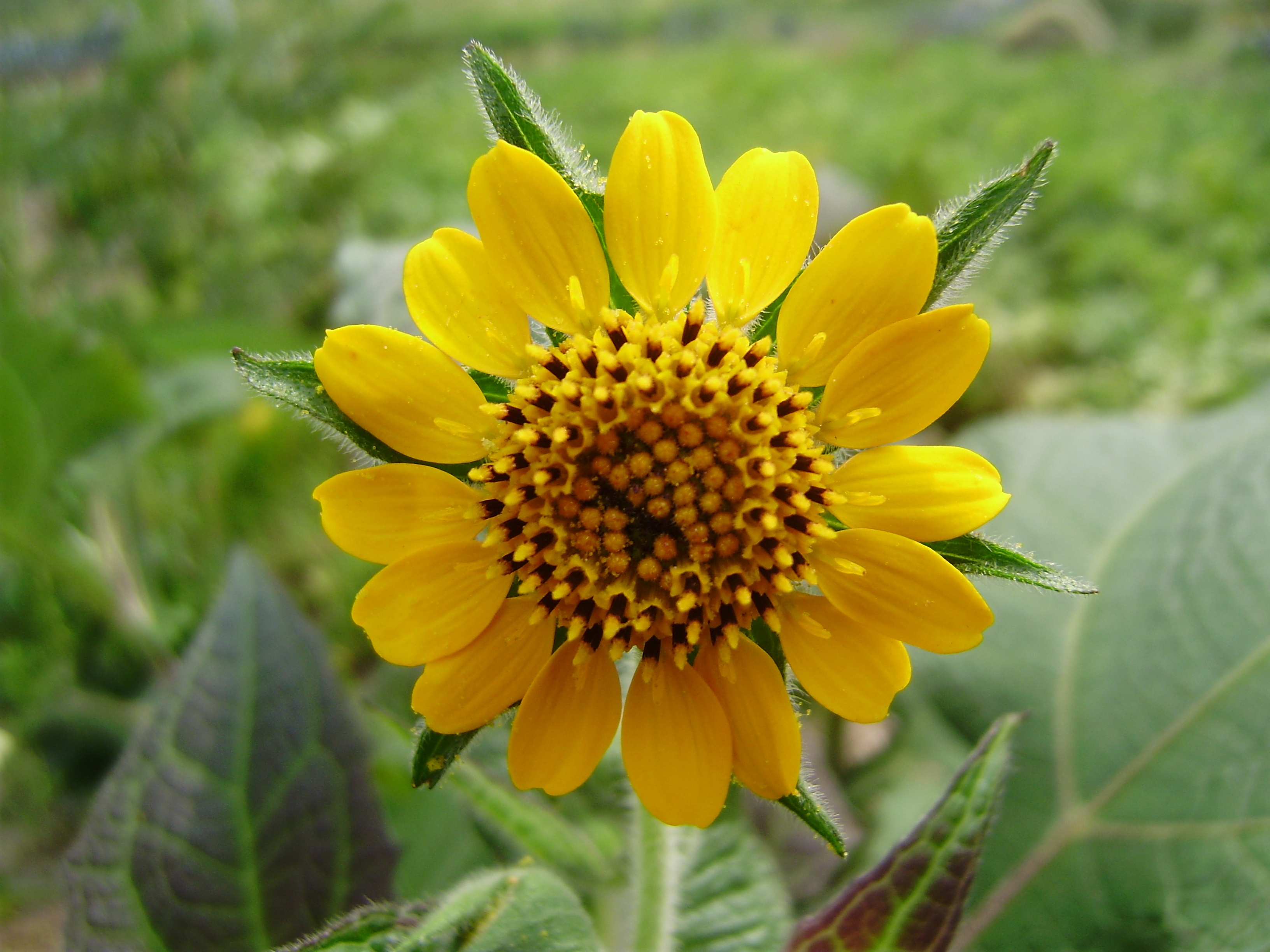

Les tubercules sont longs et charnus, de forme générale fuselée.

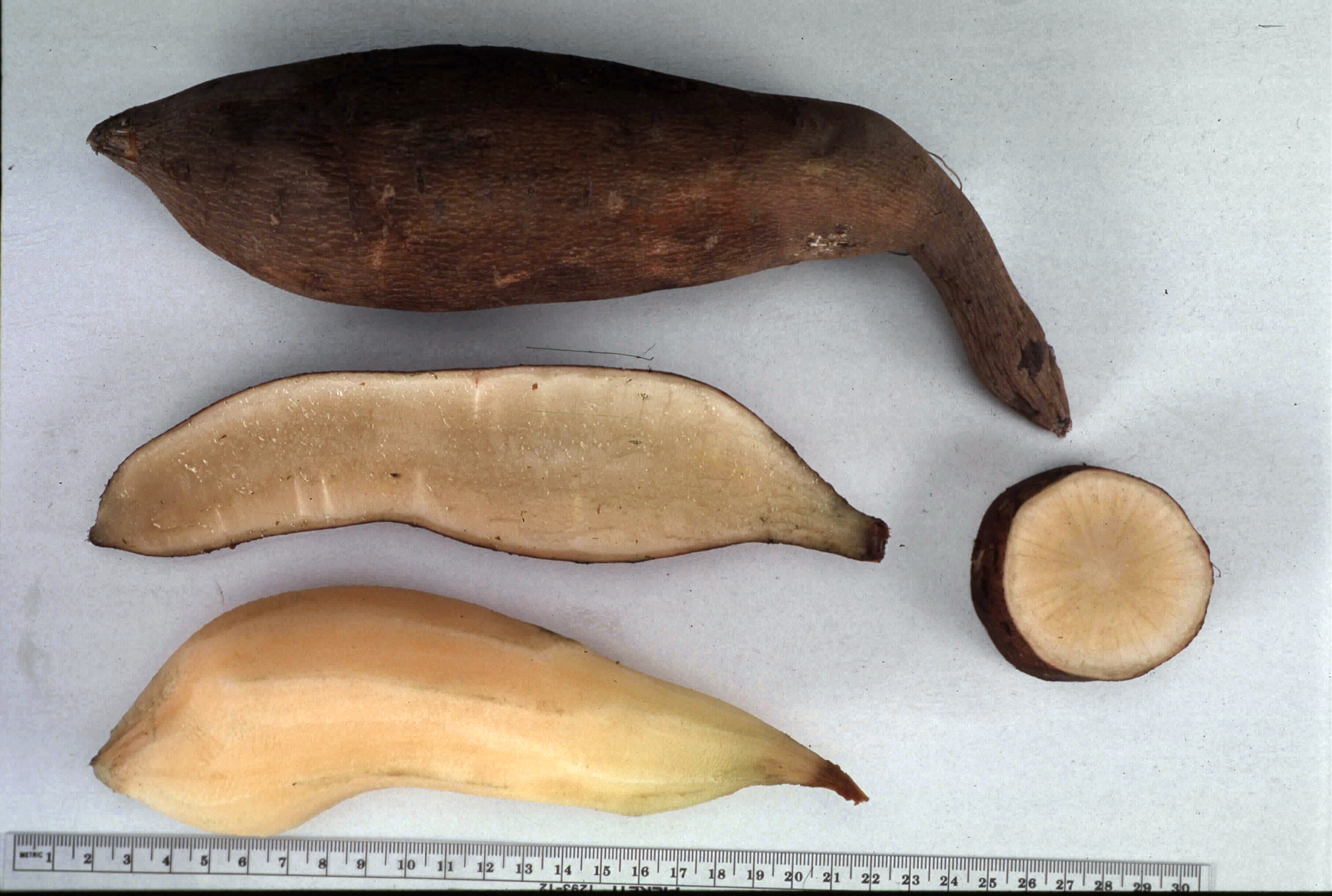

La texture et la saveur rappellent la pomme et la pastèque[réf. nécessaire]. Le tubercule est principalement composé d'eau et de fructo-oligosaccharides. Il contient également de l'inuline, un sucre indigeste, ce qui signifie que ce sucre a des propriétés antidiabétiques.[pas clair]

## Aire de distribution et usage traditionnel
Cette espèce est spontanée dans les régions andines (Pérou, Bolivie, Colombie, Équateur, Argentine) dans des zones de montagne vers 2 000 m d'altitude.
On la cultive localement dans différents pays andins, ainsi que dans certaines îles des Antilles et à la Réunion. La culture du yacón par des petits producteurs est commune, généralement pour leur consommation familiale. Il se multiplie par reproduction végétative.

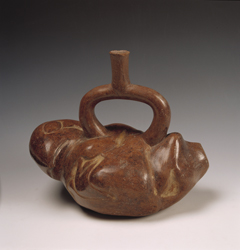
Céramique mochica représentant le yacón.

Dans le système traditionnel des populations qui le consomment, son tubercule est utilisé comme un fruit.

## Culture
Contrairement à d'autres légumes-racines domestiqués par les Incas (ulluco, oca), le yacón n'est pas sensible à la photopériode et peut ainsi produire un rendement commercial même hors des tropiques.
Sa culture est toutefois facile[source insuffisante]. Une méthode de multiplication consiste à diviser au printemps la partie qui se trouve juste au-dessous du niveau de la terre, partie à laquelle sont attachés les tubercules. Sur chaque bout de ces morceaux doit se trouver une pousse, les mettre alors dans un pot rempli de terreau.
Lorsqu’ils auront poussé et une fois que les risques de gel seront passés, choisir un endroit bien exposé pour les planter dans une terre riche et bien drainée.
Le yacón a un fort développement, prévoir 1,5 m entre chaque plant.

### En France
Il semble que la poire de terre ait été utilisée et cultivée en France, puisqu'elle apparaît dans le Calendrier Républicain[Passage contradictoire (dans la phrase suivante il est question du XIXe siècle)] et y est fêtée le 13 brumaire sous le nom de « Poireterre » (parfois écrit « Poirreterre »).
Importée en France au XIXe siècle, la poire de terre n'y a pas connu de succès, le goût de ses tubercules n'ayant pas été apprécié.

## Utilisation
Le yacón est consommé sous trois formes : les tubercules, le sirop de yacón et le thé de yacón. Les tubercules peuvent être mangés crus ou cuits. Les produits à base de Yacón sont potentiellement bénéfiques pour les personnes diabétiques ou qui les consomment en raison de leur faible teneur en sucre. La faible teneur en sucre est due au fait que le tubercule est composé de FOS (fructo-oligosacharrides), un type particulier de fructose que le corps humain ne peut pas absorber. Le sirop est également un prébiotique.

## Intérêt économique
Le yacón commence à attirer l'attention sur les marchés internationaux en raison de ses propriétés bénéfiques pour la santé et de son potentiel comme substitut naturel au sucre. Les produits dérivés du yacón, tels que les sirops et les poudres, sont de plus en plus populaires dans l'industrie alimentaire et des compléments alimentaires.
En France, une première récolte de yacon a eu lieu à Bignan en Bretagne en 2024, après de premiers tests de cultures non concluants en Auvergne. Les entrepreneurs à l'origine de cette expérimentation envisagent de développer une filière de production nationale dans les prochaines années.